# نيكولاس لوران بورمان
نيكولاس لوران بورمان (1734-1793) (بالإنجليزية: Nicolaas Laurens Burman)‏ هو عالم نبات هولندي.